# Filmografia de D. W. Griffith
Estes são os filmes dirigidos pelo pioneiro cineasta estadunidense D. W. Griffith (1875-1948), que de acordo com o Internet Movie Database, dirigiu 532 filmes entre 1908 e 1931.
1908 - 1909 - 1910 - 1911 - 1912 - 1913 - 1914 - 1915 - 1916 - 1918 - 1919 - 1920 - 1921 - 1922 - 1923 - 1924 - 1925 - 1926 - 1927 - 1928 - 1929 - 1930 - 1931

## 1908
| - The Adventures of Dollie - The Fight for Freedom - The Tavern Keeper's Daughter - The Black Viper - The Red Man and the Child - Deceived Slumming Party - A Calamitous Elopement - The Greaser's Gauntlet - The Man and the Woman - The Fatal Hour - For Love of Gold - Balked at the Altar - Betrayed by a Handprint - The Heart of O'Yama - A Smoked Husband - The Stolen Jewels - The Zulu's Heart | - Father Gets in the Game - The Planter's Wife - Romance of a Jewess - The Call of the Wild - After Many Years - The Pirate's Gold - The Taming of the Shrew - The Guerrilla - The Song of the Shirt - A Woman's Way - Money Mad - The Reckoning - The Test of Friendship - An Awful Moment - The Christmas Burglars |

## 1909
| - A Rural Elopement - The Fascinating Mrs. Francis - Mr. Jones Has a Card Party - Those Awful Hats - The Welcome Burglar - The Cord of Life - The Girls and Daddy - The Brahma Diamond - Edgar Allan Poe - A Wreath in Time - Tragic Love - The Curtain Pole - His Ward's Love - The Joneses Have Amateur Theatricals - The Hindoo Dagger - The Politician's Love Story - The Golden Louis - At the Altar - The Prussian Spy - His Wife's Mother - A Fool's Revenge - The Wooden Leg - The Roue's Heart - The Salvation Army Lass - The Lure of the Gown - I Did It - The Voice of the Violin - The Deception - And a Little Child Shall Lead Them - A Burglar's Mistake - The Medicine Bottle - Jones and His New Neighbors - A Drunkard's Reformation - Trying to Get Arrested - The Road to the Heart - Schneider's Anti-Noise Crusade - A Rude Hostess - The Winning Coat - A Sound Sleeper - Confidence - A Troublesome Satchel - Lady Helen's Escapade - The Drive for a Life - Twin Brothers - Lucky Jim - Tis an Ill Wind That Blows No Good - The Suicide Club - The Eavesdropper - One Busy Hour - The Note in the Shoe - Jones and the Lady Book Agent - The French Duel - The Jilt - Resurrection - Two Memories - The Cricket on the Hearth - His Duty - What Drink Did - The Violin Maker of Cremona - A New Trick - The Lonely Villa - The Son's Return - Her First Biscuits | - Was Justice Served? - The Message - The Country Doctor - The Cardinal's Conspiracy - Tender Hearts - The Friend of the Family - The Renunciation - Sweet and Twenty - Jealousy and the Man - A Convict's Sacrifice - The Slave - A Strange Meeting - The Mended Lute - They Would Elope - Mr. Jones' Burglar - The Better Way - With Her Card - Mrs. Jones' Lover ou I Want My Hat - His Wife's Visitor - The Indian Runner's Romance - The Seventh Day - Oh, Uncle! - Pranks - The Mills of the Gods - The Sealed Room - The Little Darling - The Hessian Renegades - Comata, the Sioux - The Children's Friend - The Broken Locket - In Old Kentucky - A Fair Exchange - Leather Stocking - Wanted, a Child - Pippa Passes ou The Song of Conscience - Fools of Fate - The Little Teacher - A Change of Heart - His Lost Love - In the Watches of the Night - Lines of White on a Sullen Sea - What's Your Hurry? - The Gibson Goddess - Nursing a Viper - The Restoration - The Light That Came - Two Women and a Man - A Sweet Revenge - A Midnight Adventure - The Open Gate - The Mountaineer's Honor - The Trick That Failed - In the Window Recess - The Death Disc: A Story of the Cromwellian Period - Through the Breakers - The Red Man's View - A Corner in Wheat - The Test - In a Hempen Bag - A Trap for Santa Claus - In Little Italy - To Save Her Soul - The Day After - Choosing a Husband - The Heart of an Outlaw - Mamma - Bill Sharkey's Last Game |

## 1910
| - The Rocky Road - Her Terrible Ordeal - On the Reef - The Honor of His Family - The Last Deal - The Cloister's Touch - The Woman from Mellon's - The Course of True Love - The Duke's Plan - One Night and Then - The Englishman and the Girl - His Last Burglary - Taming a Husband - The Final Settlement - The Newlyweds - The Thread of Destiny - In Old California - The Converts - Faithful - The Twisted Trail - Gold Is Not All - The Smoker - His Last Dollar - The Two Brothers - As It Is in Life - A Rich Revenge - A Romance of the Western Hills - Thou Shalt Not - The Tenderfoot's Triumph - The Way of the World - Up a Tree - The Gold Seekers - The Unchanging Sea - Love Among the Roses - Over Silent Paths - An Affair of Hearts - Ramona - A Knot in the Plot - The Impalement - In the Season of Buds - The Purgation - A Child of the Ghetto - A Victim of Jealousy - In the Border States - The Face at the Window - Never Again | - May and December - The Marked Time-Table - Muggsy's First Sweetheart - A Midnight Cupid - What the Daisy Said - A Child's Faith - A Flash of Light - Serious Sixteen - As the Bells Rang Out! - The Call to Arms - Unexpected Help - An Arcadian Maid - Her Father's Pride - The House with Closed Shutters - A Salutary Lesson - The Usurer - An Old Story with a New Ending - The Sorrows of the Unfaithful - Wilful Peggy - The Modern Prodigal - The Affair of an Egg - A Summer Idyll - Little Angels of Luck - A Mohawk's Way - In Life's Cycle - A Summer Tragedy - The Oath and the Man - Rose O'Salem Town - The Iconoclast - That Chink at Golden Gulch - The Broken Doll - The Banker's Daughters - The Message of the Violin - Two Little Waifs - Waiter No. 5 - The Fugitive - Simple Charity - Sunshine Sue - The Song of the Wildwood Flute - His New Lid - A Child's Stratagem - The Golden Supper - His Sister-In-Law - The Lesson - White Roses - Winning Back His Love |

## 1911
| - Flaming Arrows - The Two Paths - When a Man Loves - The Italian Barber - His Trust - His Trust Fulfilled - Fate's Turning - The Poor Sick Men - A Wreath of Orange Blossoms - Three Sisters - Heart Beats of Long Ago - What Shall We Do with Our Old? - Fisher Folks - His Daughter - The Lily of the Tenements - The Heart of a Savage - A Decree of Destiny - Conscience - Was He a Coward? - Teaching Dad to Like Her - The Lonedale Operator - The Spanish Gypsy - The Broken Cross - The Chief's Daughter - Paradise Lost - Madame Rex - A Knight of the Road - His Mother's Scarf - How She Triumphed - The Two Sides - In the Days of '49 - The New Dress - The Crooked Road - The White Rose of the Wilds - A Romany Tragedy - The Smile of a Child - Enoch Arden | - The Primal Call - Her Sacrifice - Fighting Blood - The Thief and the Girl - The Jealous Husband - Bobby, the Coward - The Indian Brothers - A Country Cupid - The Last Drop of Water - Out from the Shadow - The Ruling Passion - The Sorrowful Example - The Blind Princess and the Poet - The Rose of Kentucky - Swords and Hearts - The Stuff Heroes Are Made Of - The Old Confectioner's Mistake - The Squaw's Love - Dan the Dandy - The Revenue Man and the Girl - Her Awakening - The Making of a Man - Italian Blood - The Unveiling - The Adventures of Billy - The Long Road - Love in the Hills - The Battle - The Trail of Books - Through Darkened Vales - The Miser's Heart - Sunshine Through the Dark - A Woman Scorned - The Failure - Saved from Himself - As in a Looking Glass - A Terrible Discovery - The Voice of the Child |

## 1912
| - The Baby and the Stork - A Tale of the Wilderness - The Old Bookkeeper - For His Son - A Blot on the 'Scutcheon - The Transformation of Mike - A Sister's Love - Billy's Stratagem - The Mender of Nets - Under Burning Skies - The Sunbeam - A Siren of Impulse - A String of Pearls - The Girl and Her Trust - Iola's Promise - The Root of Evil - The Goddess of Sagebrush Gulch - The Punishment - Fate's Interception - The Female of the Species - One Is Business, the Other Crime - The Lesser Evil - The Old Actor - A Lodging for the Night - His Lesson - When Kings Were the Law - A Beast at Bay - An Outcast Among Outcasts - Home Folks - A Temporary Truce - Lena and the Geese - The Spirit Awakened | - The School Teacher and the Waif - Man's Lust for Gold - An Indian Summer - Man's Genesis - The Sands of Dee - Black Sheep - The Narrow Road - A Child's Remorse - The Inner Circle - A Change of Spirit - A Pueblo Legend - In the North Woods - An Unseen Enemy - Blind Love - Two Daughters of Eve - Friends - So Near, Yet so Far - A Feud in the Kentucky Hills - The Chief's Blanket - In the Aisles of the Wild - The One She Loved - The Painted Lady - The Musketeers of Pig Alley - Heredity - Gold and Glitter - My Baby - The Informer - Brutality - The New York Hat - My Hero - The Burglar's Dilemma - A Cry for Help |

## 1913
| - Mother Love - Three Friends - The Telephone Girl and the Lady - An Adventure in the Autumn Woods - The Tender Hearted Boy - Brothers - Drink's Lure - A Chance Deception - Love in an Apartment Hotel - Broken Ways - A Girl's Stratagem - The Unwelcome Guest - Near to Earth - Fate - A Welcome Intruder - The Sheriff's Baby - The Hero of Little Italy - The Perfidy of Mary - The Little Tease - The Left-Handed Man | - The Lady and the Mouse - If We Only Knew - The Wanderer - The Stolen Loaf - The House of Darkness - The Yaqui Cur - Just Gold - His Mother's Son - The Ranchero's Revenge - A Timely Interception - Death's Marathon - The Mothering Heart - Her Mother's Oath - The Sorrowful Shore - The Reformers; or - The Coming of Angelo - Two Men of the Desert - The Adopted Brother - The Battle at Elderbush Gulch - The Conscience of Hassan Bey |

## 1914
| - Waifs - The Massacre - Judith of Bethulia - The Battle of the Sexes | - Home, Sweet Home - The Escape - The Avenging Conscience ou Thou Shalt Not Kill |

## 1915
- The Birth of a Nation

## 1916
- A Day with Governor Whitman
- Intolerance: Love's Struggle Throughout the Ages

## 1918
| - Hearts of the World - The Great Love | - Lillian Gish in a Liberty Loan Appeal - The Greatest Thing in Life |

## 1919
| - The World of Columbus - A Romance of Happy Valley - The Girl Who Stayed at Home - Broken Blossoms - True Heart Susie | - The Fall of Babylon (versão re-editada da referida sequência de Intolerance) - The Mother and the Law (versão re-editada da referida sequência de Intolerance) - Scarlet Days - The Greatest Question |

## 1920
| - The Idol Dancer (1920) - Remodeling Her Husband (1920) - The Love Flower (1920) - Way Down East (1920) |

## 1921
| - Dream Street (1921) - Orphans of the Storm (1921) |

## 1922
| - One Exciting Night (1922) - Mammy's Boy (1922) (nunca concluído; refeito como His Darker Self em 1924) |

## 1923
| - The White Rose (1923) |

## 1924
| - America (1924) - Isn't Life Wonderful (1924) |

## 1925
| - Sally of the Sawdust (1925) - That Royle Girl (1925) |

## 1926
| - The Sorrows of Satan (1926) |

## 1927
| - Topsy and Eva (1927) (sem créditos) |

## 1928
| - Drums of Love (1928) - The Battle of the Sexes (1928) |

## 1929
| - Lady of the Pavements (1929) |

## 1930
| - Abraham Lincoln (1930) |